# Waldbröl
Waldbröl est une ville de Rhénanie-du-Nord-Westphalie (Allemagne), située dans l'arrondissement du Haut-Berg, dans le district de Cologne, dans le Landschaftsverband de Rhénanie, à environ 50 kilomètres à l'est de Cologne. Le principal centre de Waldbröl est beaucoup plus grand avec 11 000 habitants que les principaux centres-villes de toutes les municipalités voisines et sert à ceux-ci comme ville des services et des emplois.

## Géographie
|               | Reichshof |          |
| Nümbrecht     | Waldbröl  | Morsbach |
| Ruppichteroth | Windeck   |          |